# Heribert Purreiter

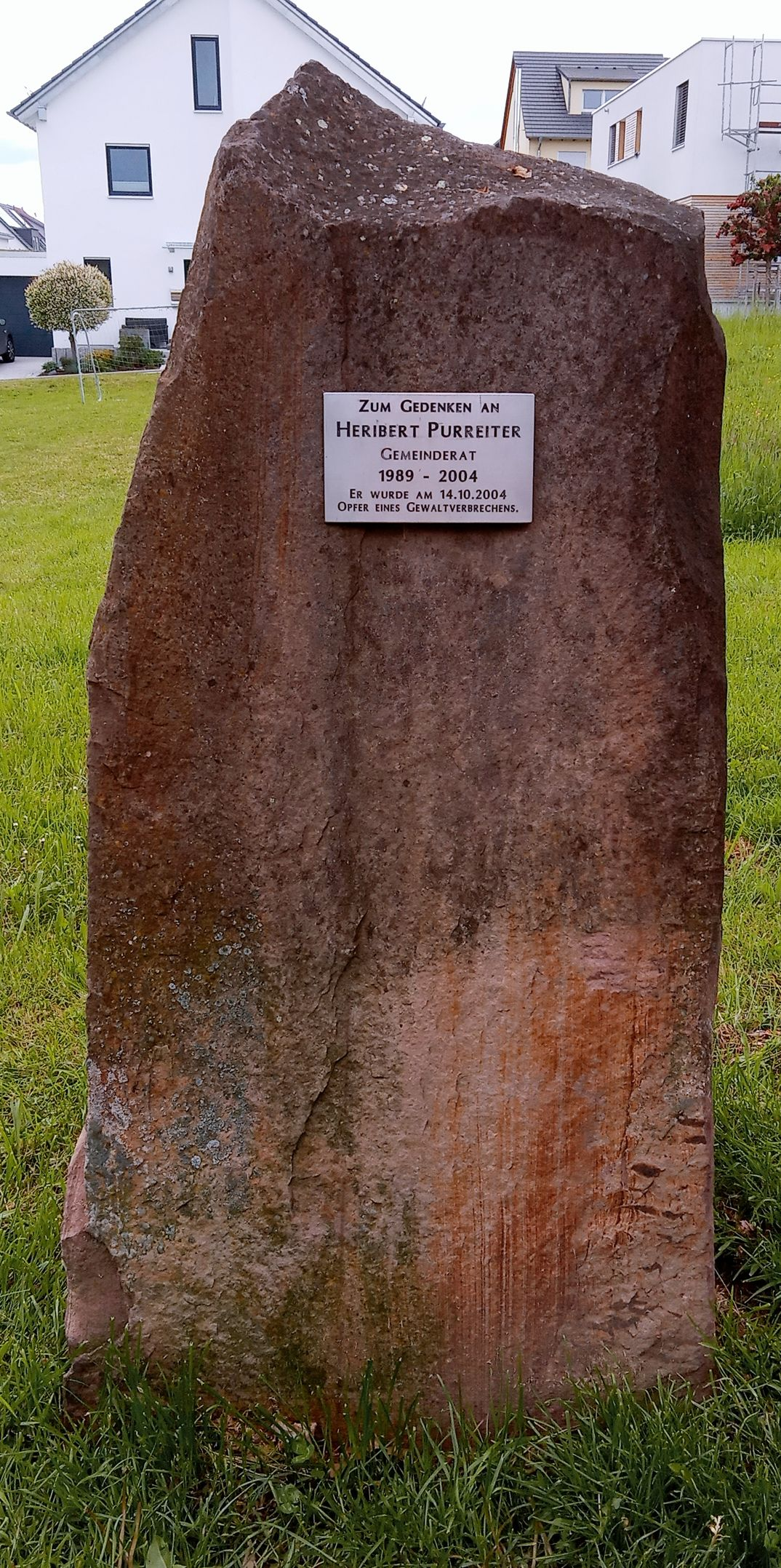
Gedenkstein in Waldbronn.

Heribert Purreiter (* 13. November 1954; † 15. Oktober 2004) war Realschullehrer und Politiker der GRÜNEN. Er war stellvertretender Bürgermeister in Waldbronn und saß seit 1989 im Gemeinderat von Waldbronn. 2004 wurde er Kreistagsmitglied im Landkreis Karlsruhe. In der Nacht des 14. auf dem 15. Oktober 2004 wurde er erschossen.
Nach den Ermittlungen der Staatsanwaltschaft hatte Heribert Purreiter eine Frau unterstützt, die sich von ihrem gewalttätigen Ehemann trennen wollte. Dieser beauftragte daraufhin seinen Sohn und zwei weitere Komplizen damit, Heribert Purreiter „einen Denkzettel zu verpassen“ und ihm in die Knie zu schießen. Purreiter kam von einer Parteiveranstaltung nach Hause, wo der Täter auf ihn wartete. Als Purreiter floh, schoss der Junge aus kurzer Distanz viermal auf den Oberkörper und traf zweimal im Brustbereich. Trotz einer Notoperation erlag er am selben Tag im Krankenhaus seinen schweren inneren Verletzungen.
Am 7. Februar 2006 bestätigte der BGH die abschließenden Urteile: siebeneinhalb Jahre Haft für den damals 16-jährigen Schützen; der Auftraggeber sowie der Vater des 16-Jährigen (der die Tatwaffe besorgt und den Jugendlichen instruiert hatte) erhielten jeweils zehn Jahre Haft wegen gemeinschaftlich begangener Körperverletzung mit Todesfolge.